# Bannes (Marne)
Bannes és un municipi francès, situat al departament del Marne i a la regió del Gran Est. L'any 2007 tenia 258 habitants.

## Demografia

### Població
El 2007 la població de fet de Bannes era de 258 persones. Hi havia 98 famílies, de les quals 24 eren unipersonals (20 homes vivint sols i 4 dones vivint soles), 39 parelles sense fills i 35 parelles amb fills.
La població ha evolucionat segons el següent gràfic:
Habitants censats

### Habitatges
El 2007 hi havia 122 habitatges, 102 eren l'habitatge principal de la família, 9 eren segones residències i 11 estaven desocupats. Tots els 122 habitatges eren cases. Dels 102 habitatges principals, 74 estaven ocupats pels seus propietaris, 26 estaven llogats i ocupats pels llogaters i 1 estava cedit a títol gratuït; 3 tenien dues cambres, 13 en tenien tres, 23 en tenien quatre i 63 en tenien cinc o més. 89 habitatges disposaven pel capbaix d'una plaça de pàrquing. A 39 habitatges hi havia un automòbil i a 58 n'hi havia dos o més.

### Piràmide de població
La piràmide de població per edats i sexe el 2009 era:
| Homes | Edats   | Dones |
| ----- | ------- | ----- |
| 0     | 95 o +  | 0     |
| 0     | 90 a 94 | 0     |
| 4     | 85 a 89 | 0     |
| 0     | 80 a 84 | 0     |
| 4     | 75 a 79 | 12    |
| 4     | 70 a 74 | 4     |
| 4     | 65 a 69 | 0     |
| 16    | 60 a 64 | 4     |
| 8     | 55 a 59 | 8     |
| 8     | 50 a 54 | 4     |
| 4     | 45 a 49 | 0     |
| 16    | 40 a 44 | 16    |
| 4     | 35 a 39 | 4     |
| 8     | 30 a 34 | 12    |
| 4     | 25 a 29 | 4     |
| 8     | 20 a 24 | 8     |
| 12    | 15 a 19 | 4     |
| 0     | 10 a 14 | 12    |
| 0     | 5 a 9   | 16    |
| 4     | 0 a 4   | 4     |

## Economia
El 2007 la població en edat de treballar era de 153 persones, 109 eren actives i 44 eren inactives. De les 109 persones actives 102 estaven ocupades (56 homes i 46 dones) i 7 estaven aturades (3 homes i 4 dones). De les 44 persones inactives 13 estaven jubilades, 17 estaven estudiant i 14 estaven classificades com a «altres inactius».

### Ingressos
El 2009 a Bannes hi havia 107 unitats fiscals que integraven 281 persones, la mediana anual d'ingressos fiscals per persona era de 15.122 €.

### Activitats econòmiques
Dels 7 establiments que hi havia el 2007, 3 eren d'empreses de construcció, 1 d'una empresa de comerç i reparació d'automòbils, 1 d'una empresa de transport i 2 d'empreses de serveis.
Els 3 serveis als particulars que hi havia el 2009 eren lampisteries.
L'any 2000 a Bannes hi havia 19 explotacions agrícoles que ocupaven un total de 1.521 hectàrees.

## Equipaments sanitaris i escolars
El 2009 hi havia una escola maternal.

## Poblacions més properes
El següent diagrama mostra les poblacions més properes.